# Lytta kryzhanovskyi
Lytta kryzhanovskyi is een keversoort uit de familie van oliekevers (Meloidae). De wetenschappelijke naam van de soort is voor het eerst geldig gepubliceerd in 1962 door Kaszab.